# Климпуш-Цинцадзе, Иванна Орестовна
Иванна Орестовна Климпуш-Цинцадзе (укр. Іванна Орестівна Климпуш-Цинцадзе; род. 5 июля 1972, Киев) — украинский политик, народный депутат Украины (с 2019 и в 2014—2016). Вице-премьер-министр Украины по вопросам европейской и евроатлантической интеграции с 14 апреля 2016 года до 29 августа 2019 года.
Народный депутат Украины VIII созыва (2014—2016).

## Биография
Дочь Ярославы и Ореста Климпуш. В детстве хотела стать журналистом, но по настоянию матери пошла учиться на дефектолога-логопеда.
1991—1993 — логопед в детском территориальном медицинском объединении Старокиевского района.
В 1992 году прошла курс обучения в Летней школе Гарвардского Украинского исследовательского института, Гарвардский университет (США).
В 1994 году закончила Национальный педагогический университет имени Михаила Драгоманова, специальность — дефектология и логопедия. Получила диплом специалиста (с отличием).
В 1993—1994 годах училась в Государственном университете штата Монтана (США), специальность — международные отношения и международное право.
1994—1999 — руководитель проектов, руководитель отдела международных отношений ОО «Украинский независимый центр политических исследований».
В 1997 году окончила Институт международных отношений Киевского национального университета имени Тараса Шевченко, специальность — международные отношения. Получила диплом бакалавра международных отношений, а в 1998 году — диплом магистр международных отношений (с отличием).
1999—2002 — руководитель проектов «Киевского Центра Института Восток-Запад».
2001—2002 — и. о. директора «Киевского Центра Института Восток-Запад».
2002—2007 — корреспондент Украинской службы Радио ВВС в США (Вашингтон) и на Кавказе (Тбилиси).
2007—2009 — заместитель директора по программам Международной благотворительной организации «Фонд поддержки международного сотрудничества Украины» («Фонд Открой Украину»).
2009—2011 — директор Международной благотворительной организации «Фонд поддержки международного сотрудничества Украины» («Фонд Открой Украину»).
С 2011 года — директор благотворительной Организации Ялтинская европейская стратегия.
Член правления общественной организации «Украинский медиа центр» («Украинский кризисный медиа центр»), общественного объединения «Ассоциация выпускников „Аспен-Украина“»; член наблюдательных советов ОО «Институт экономических исследований и политических консультаций» и ОО «Украинский институт публичной политики».
Соавтор книги «Черноморский регион: сотрудничество и безопасность».
Муж — Арчил Цинцадзе, дочери Соломия и Мелания.

## Политическая деятельность
На выборах в Верховную Раду VIII созыва (2014) прошла в парламент от партии Блок Петра Порошенко «Солидарность» под номером 61. Была народным депутатом с 27 ноября 2014 по 14 апреля 2016 года. Являлась первым заместителем председателя Комитета Верховной Рады Украины по иностранным делам, председателем постоянной делегации Украины в Парламентской ассамблее НАТО.
14 апреля 2016 года Верховная Рада Украины назначила новый состав Кабинета министров Украины, в котором Климпуш-Цинцадзе заняла должность вице-премьер-министра по вопросам европейской и евроатлантической интеграции. 18 апреля 2016 года Кабинет Министров Украины определил Вице-премьер-министра по вопросам европейской и евроатлантической интеграции Иванну Климпуш-Цинцадзе ответственной за международные отношения Украины и евроинтеграцию.
1 ноября 2018 года были введены российские санкции против 322 граждан Украины, включая Климпуш-Цинцадзе.
Участвовала в досрочных парламентских выборах 2019 года от партии «Европейская солидарность» (10 место в партийном списке).
29 августа 2019 года Верховная рада Украины отправила в отставку правительство Гройсмана и Иванна Климпуш-Цинцадзе оставила должность вице-премьер-министра.